# Junior Jack
Junior Jack (* 31. August 1971 in Rutigliano, Italien; bürgerlich Vito Lucente) ist ein House-DJ und Produzent.

## Biografie
Lucente lebte bis zu seiner Teenagerzeit in Belgien. In Zusammenarbeit mit Eric Imhauser begann er Acid House und Eurodance-Projekte kennenzulernen. Jedoch wurde er erst in der Band Benny B. bekannt. Nach dem zweiten Album der Band verließ er selbige und arbeitet alleine.
Im Jahre 1995 gab Lucente die Eurodanceprojekte auf und nahm den Namen Mr. Jack an, welchen er später in Junior Jack umwandelte. Unter diesem Namen wurde er mit den Singles My Feeling, Thrill Me (Such A Thrill), E Samba, Stupidisco und Da Hype in der Clubszene bekannt. Die Single Da Hype sang Robert Smith von The Cure ein.
Unter dem Namen Room 5 erreichte Lucente in Zusammenarbeit mit Oliver Cheatham mit der Single Make Luv einen ersten Platz in den britischen Top 40 Charts und in den europäischen Dance Charts.
Als Remixer – oft zusammen mit Kid Crème – überarbeitete er Songs von Musikern wie Whitney Houston, Moby, Bob Sinclar oder Utada.

## Diskografie

### Alben
- 1990 L’Album (als Benny B.)
- 1992 Perfect, Daddy K Et Moi (als Benny B.)
- 1992 Walakota (als Wamblee)
- 2003 Music & You (als Room 5)
- 2004 Trust It (als Junior Jack)